# Iglesia de San Pedro (Sorpe)

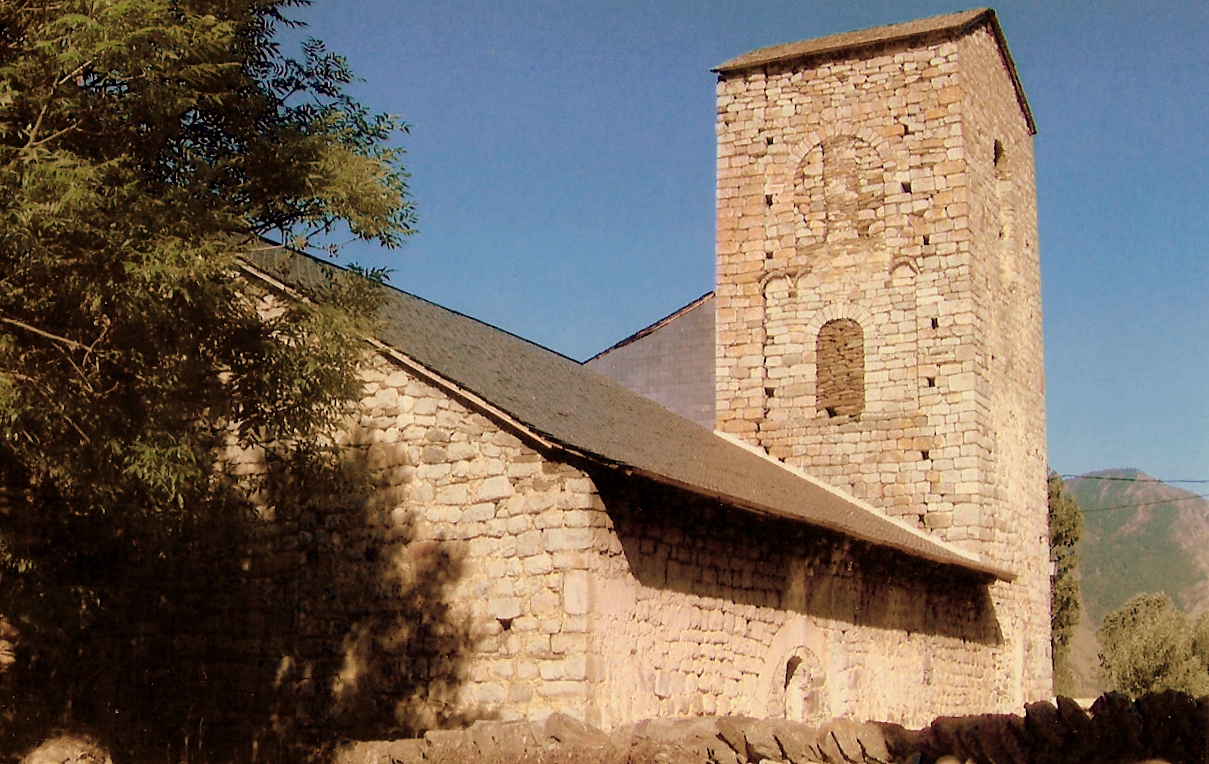
Iglesia de Sant Pere de Sorpe.

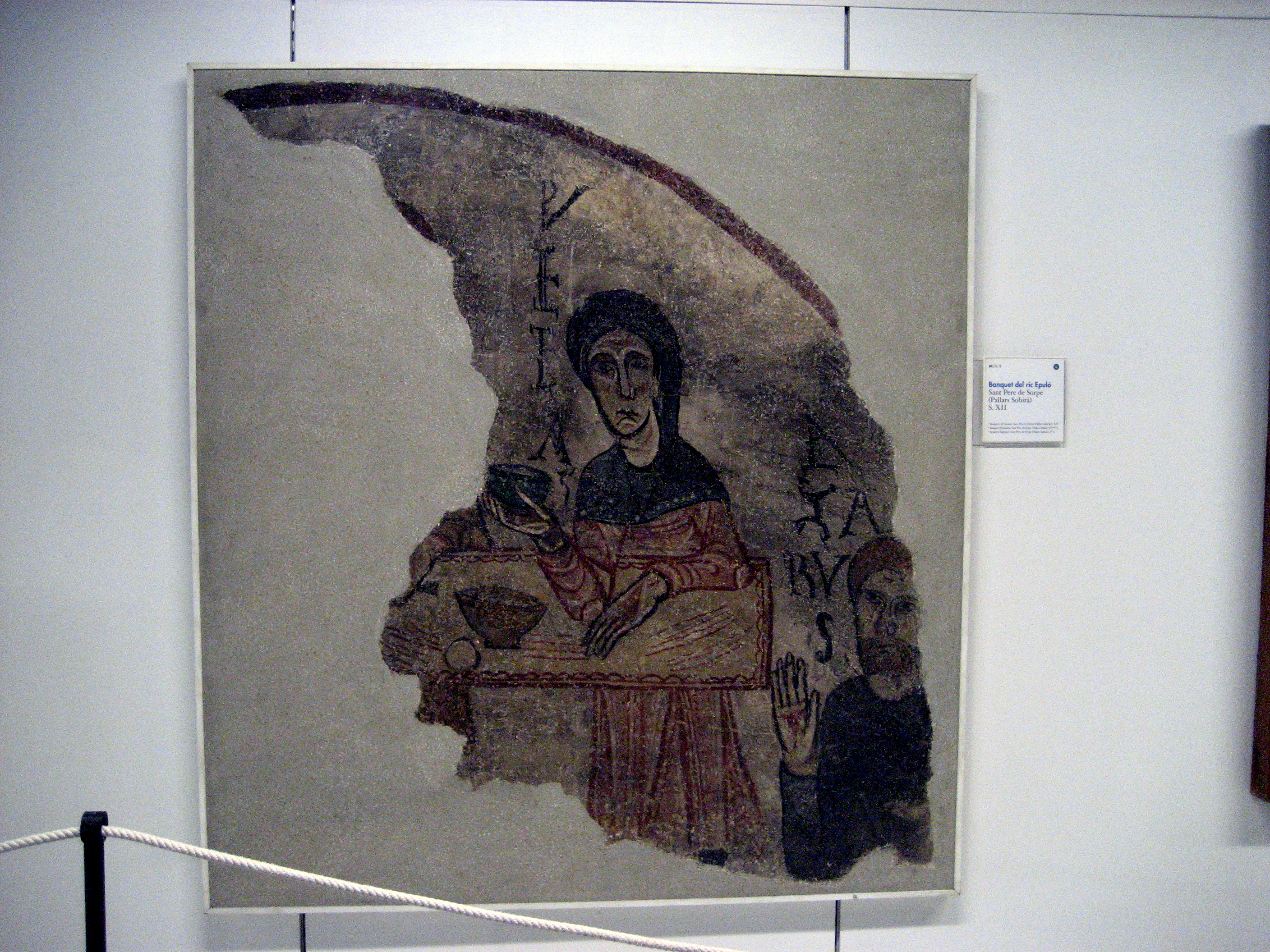
Pintura mural del Banquete del rico Epulón conservado en el Museo Diocesano de Urgel..

La iglesia de Sant Pere de Sorpe se encuentra en la localidad de Sorpe, dentro del término municipal del Alto Aneu de la comarca de Pallars Sobirá en Cataluña, España. Está situada en el extremo nordeste del núcleo de población de Sorpe. Tiene categoría parroquial, pero en la actualitat está agrupada con el resto de parroquias del término y algunas más, alrededor de la de San Vicente de Esterri de Aneu.

## Edificio
Templo románico de planta basilical latina con tres naves y tres ábsides semicirculares y campanario rectangular con puerta de entrada elevada; actualmente sólo mantiene el ábside del norte, mientras que el ábside central fue convertido en puerta de entrada, en la reconstrucción del año 1726. En el altar mayor tiene un retablo renacentista presidido por una talla románica de san Pedro, ambos restaurados por el Servicio de Restauración 
de la Generalidad de Cataluña.
En el exterior se puede ver un friso decorado con dientes de sierra y decoración lombarda con doble arcuaciones ciegas entre mi insta:isatanonii.

## Pinturas

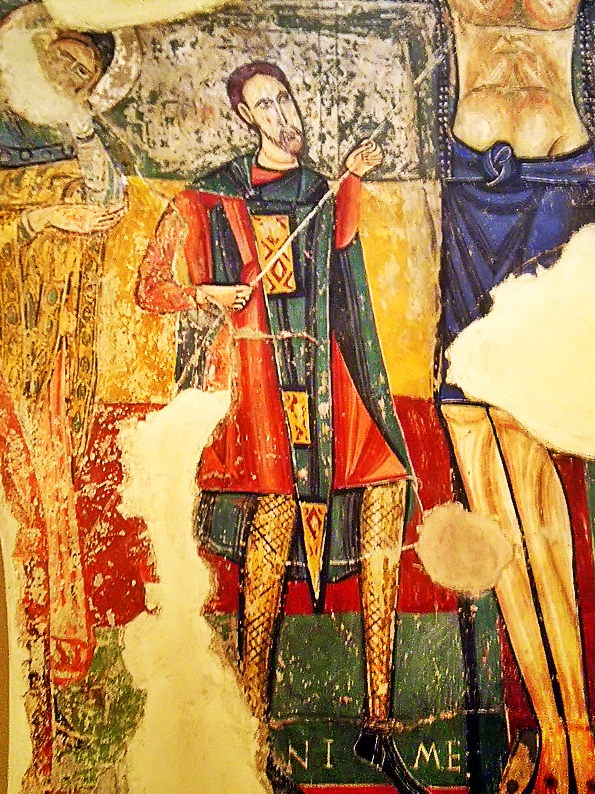
Detalle de la pintura mural de la Crucifixión conservado en el MNAC.

Sus pinturas murales del siglo XII, se conservan en el Museo Nacional de Arte de Cataluña, en Barcelona y en el Museo Diocesano de Urgel; contienen una de las representaciones más importantes en pintura románica de Cataluña, realizada por distintos maestros. Hay figuraciones del Antiguo y Nuevo Testamento, del Espíritu Santo, una Virgen en Majestad ( copiada de la de la Iglesia de Santa María de Taüll), varios apóstoles y santos, así como la narración de la vida y muerte de Cristo